# كليف سبينك
المارشال الجوي كليفورد رودني سبينك (بالإنجليزية: Clifford Rodney Spink)‏ (ولد في 17 مايو 1946) ضابط كبير متقاعد من سلاح الجو الملكي الذي كان يلحق على الطائرة سوبرمارين سبتفاير في المعرض الوطني الجوي. أول عرض قدمه في ذكرى معركة بريطانيا خلال فترة ولايته كقائد محطة كونينغسبي. كما شغل منصب القائد الثالث والعشرين لفرقة المراقبين الملكية وهو آخر ضابط يشغل هذا المنصب.

## المسيرة العسكرية
انضم سبينك إلى سلاح الجو الملكي في ربيع عام 1963 مع دخول 104 من مخطط الطائرات المتدربين للمدرسة رقم 1 للتدريب التقني في حالتون. تخرج من حالتون في ربيع عام 1966 برتبة رقيب طائرات مبتدئ وحصل على رخصة للطيران من لجنة الطيران في كلية سلاح الجو الملكي في كرانويل وتعلم في البداية أن يطير على باك جت بروفوست. تم تدريبه في وقت لاحق على فولاند جنات وهوكر هنتر قبل أن يتم نشر سبينك في أول جولة إنتاجية له مع السرب 111 على متن الطائرة إنجلش إلكتريك لايتنغ. تم نشر سبينك في وقت لاحق إلى السرب 56 في قبرص قبل أن يعود إلى السرب 111. خدم سبينك في منصب قائد السرب 74 قبل أن يتم نشره في جنوب المحيط الأطلسي في عام 1989 كقائد القوات المسلحة الملكية في قاعدة جبل بليزنت الجوية في أقاليم ما وراء البحار البريطانية لجزر فوكلاند. في عام 1990 خضع سبينك للتدريب على تورنادو قبل أن يصبح قائد المحطة في كونينغسبي. في عام 1991 خدم سبينك كقائد مفرزة خلال حرب الخليج الثانية. بعد أن التحق بالكلية الملكية للدراسات الدفاعية أصبح كبير موظفي الأركان الجوية في المجموعة 11 في مارس 1993 ورئيس أركان المجموعة 18 في عام 1995 والقائد العام للقيادة 11/18 في عام 1996.
كما عمل سبينك كقائد آخر ولكن قائد واحد من فيلق المراقبين الملكي من عام 1993 حتى عام 1995. يظل سبينك الرئيس الفخري لرابطة المراقبين الملكية. هو نائب رعاة جمعية هالتونيانز القديمة.

## فيما بعد
حاليا فإنه يحلق على الطائرة سوبرمارين سبتفاير. هو حارس البوابة السابق من سيلاند الذي يعاد بناؤه من قبل شركة الطيران التاريخية المحدودة منذ حوالي 15 عاما. ظهر في البداية في مرحلة ما بعد الحرب في السرب 41 الملون ولكن تم مؤخرا إعادة الطلاء في زمن الحرب مع علامات الشخصية سي آر إس. منذ تقاعده من سلاح الجو الملكي فقد شكل شركته الخاصة سبتفاير المحدودة التي تتعامل في مجموعة من مصالح الطيران.